# Human Resource Machine
Human Resource Machine (Машина людських ресурсів) — відеогра-головоломка на основі візуального програмування, розроблена Tomorrow Corporation. 2015 року випущено для Microsoft Windows, OS X і Wii U, у березні 2016 року — для Linux, у червні 2016 року — для iOS, у грудні 2016 року для Android і в березні 2017 року — для Nintendo Switch. Використовує концепцію корпоративного офісного працівника, призначеного для виконання завдань, які передбачають переміщення об'єктів між папкою «Вхідні» та «Вихідні», а також у сховища та з них як метафору концепцій мови асемблера. Гравець розв'язує близько 40 головоломок, створюючи програму для виконання кожної з них.
23 серпня 2018 року вийшло продовження 7 Billion Humans.

## Ігровий процес
Гра включає приблизно 40 головоломок із програмування, кожна з яких вважається одним «роком» перебування аватара гравця в корпоративній структурі. У кожній головоломці гравець створює список інструкцій із елементарних команд для керування рухами свого аватара на вигляді офісу зверху. Офіс включає дві конвеєрні стрічки: однією в офіс надходять коробки, кожна з цілим числом або буквою, а іншою — виходять із нього. Офісний поверх зазвичай також має ряд нумерованих місць, у кожному з яких може міститися одна коробка. Для кожної головоломки гравцеві повідомляють конкретне завдання, як-от додати два числа, що надходять вхідним конвеєром, або відсортувати рядок символів, який закінчується нулем, вивівши результати на вихідний конвеєр.
Гравець використовує прості команди, щоб створити список інструкцій для виконання завдання. Наприклад, є команди: взяти першу коробку із вхідних; помістити несену коробку на вихід; скопіювати несене значення в позначений квадрат; виконати додавання або віднімання несеного значення зі значенням у позначеному квадраті та прийняти рішення на основі несеного значення (наприклад, якщо воно нульове або від'ємне). Таким чином, вони нагадують елементи мови асемблера: прості інструкції еквівалентні кодам операцій, здатність аватара утримувати елемент нагадує регістр процесора, а квадрати на підлозі офісу представляють пам'ять. Пізніше гравець отримує можливість використовувати концепцію адрес пам'яті, за якою він може застосовувати інструкції для опрацювання квадрата, номер якого зазначено в іншому квадраті. Візуальний підхід до мови також дає гравцеві змогу додавати прості рукописні нотатки до інструкцій у списку та до квадратів. Команди циклів і переходів також позначено стрілками, щоб допомогти гравцеві простежувати логічний потік. Створену програму можна запускати, збільшуючи швидкість для довших програм, або призупиняючи та налагоджуючи в покроковому режимі. Якщо на вихід надійшли коробки, які не очікуються, виконання програми негайно припиняється, і гравець має зрозуміти, як це виправити. Хоча гравцю буде показано результат запуску програми лише для одного вхідного набору, її також буде перевірено на інших рандомізованих вхідних наборах та в разі невдачі повідомлено гравцю. Гравець може отримати нагадування про своє завдання-головоломку та приклад того, що потрібно вивести, від персонажа-наглядача, який спостерігає за роботою, а також гравець може отримати підказки щодо розв'язування деяких завдань.
Після того, як гравець завершить головоломку, йому буде показано, скільки інструкцій йому знадобилося та скільки часу в середньому виконується програма. Більшість головоломок мають два завдання, зорієнтовані на досягнення або перевищення цих двох показників; розв'язання обох завдань може бути взаємовиключним, але гравець має змогу повернутися до будь-якої розв'язаної головоломки, щоб оптимізувати програму.
Після деяких головоломок показуються ролики, з яких видно, що на місто, де працює аватар гравця, нападають роботи, які поступово замінюють інших робітників.

## Розробка
Human Resource Machine розробила компанія Tomorrow Corporation, яку заснували Кайл Ґаблер (Kyle Gabler), Аллан Блумквіст (Allan Blomquist) і Кайл Ґрей (Kyle Gray). Ґаблер розглядає гру як розширення попередніх ігор, де вони гейміфікували інші процеси: у World of Goo (яку розробили Ґаблер і Рон Кармел у 2D Boy) ідею гри застосовано до концепції закону Гука, тоді як у Little Inferno природу гри використано, щоб дослідити цінність часу. Команда розробників побачила, що ті самі принципи можна застосувати до комп'ютерів, і поклала їх в основу Human Resource Machine. На відміну від Little Inferno, про які, за словами Ґаблера, було важко спілкуватися з пресою, не розкриваючи великого відкриття другої половини гри, концепція Human Resource Machine була дуже простою для сприйняття та без будь-яких таємниць, які слід приховувати. Вони використали офісне середовище, що полегшувало створення зрозумілих гравцям реальних аналогів концепцій мови асемблера, а гравцеві полегшувало створення списку інструкцій. Гру доповнено екранним діалогом із супервізором, який пояснює завдання зрозумілою мовою, хоч і «трохи зухвало» (англ. a little bit of sassiness), така мова використовувалася протягом усієї гри.

## Сприйняття
| Агрегатор  | Оцінка | Оцінка | Оцінка | Оцінка |
| Агрегатор  | iOS    | NS     | PC     | Wii U  |
| ---------- | ------ | ------ | ------ | ------ |
| Metacritic | 86/100 | 77/100 | 78/100 | 72/100 |

| Видання               | Оцінка | Оцінка | Оцінка | Оцінка |
| Видання               | iOS    | NS     | PC     | Wii U  |
| --------------------- | ------ | ------ | ------ | ------ |
| 4Players              | 82%    | 82%    | 82%    | 82%    |
| Destructoid           | Н/Д    | Н/Д    | 6/10   | Н/Д    |
| Gamezebo              | [ 17 ] | Н/Д    | Н/Д    | Н/Д    |
| Jeuxvideo.com         | Н/Д    | Н/Д    | 16/20  | Н/Д    |
| Nintendo Life         | Н/Д    | 7/10   | Н/Д    | 7/10   |
| Nintendo World Report | Н/Д    | 8/10   | Н/Д    | Н/Д    |
| PC Gamer (США)        | Н/Д    | Н/Д    | 75%    | Н/Д    |
| Pocket Gamer          | Н/Д    | [ 23 ] | Н/Д    | Н/Д    |
| TouchArcade           | [ 24 ] | Н/Д    | Н/Д    | Н/Д    |

Згідно з веб-сайтом для збору оглядів Metacritic, гра отримала «загалом схвальні відгуки» на всіх платформах, за винятком версії для Wii U, яка отримала змішані відгуки. Казали, що вона складні концепції програмування мовою асемблера подає в зрозумілій візуальній формі. Ангус Моррісон з PC Gamer вважав, що проходження головоломки дає змогу навчитися важливим концепціям програмування, хоча не завадили б додаткові інструкції щодо деяких просунутих підходів; також, на його думку, сетинг гри має більші можливості. Лаура Кейт Дейл з Destructoid зазначила, що проблемою є відсутність навчального матеріалу щодо просунутих концепцій у другій половині гри; вона вважає, що гра не відповідає повністю ні хорошій навчальній грі для новачків, ні складному виклику для просунутих. Лаура Гадсон з Boing Boing вважає, що підхід гри до програмування та її візуальний стиль, що збігається з Little Inferno, дає змогу не відлякати потенційних гравців, і що деякі головоломки розроблено, щоб гравець після їх виконання почувався розумним .

## Продовження
У січні 2018 року Tomorrow Corporation анонсувала продовження Human Resource Machine під назвою 7 Billion Humans, яке вийшло 23 серпня 2018 року. Гра ґрунтується на тих самих принципах візуального програмування, що й Human Resource Machine, але в ній гравець керує декількома людьми-агентами з тією самою метою — виконання різноманітних завдань за допомогою візуальної мови асемблера.